# Formação Caturrita
A Formação Caturrita é uma formação geológica localizada no estado do Rio Grande do Sul, Brasil. Sua datação é do período Triássico, mais especificamente carniano e noriano. Recebeu este nome devido a um bairro da cidade de Santa Maria. Esta localizado acima Formação Santa Maria, na Bacia do Paraná. Geralmente são encontrados lenhos e árvores fossilizadas nesta formação. É uma formação que só se encontra no Rio Grande do Sul.

## Origem
Boa parte da Bacia do Paraná parece não ter sofrido subsidência durante o Período Triássico, com exceção de alguns locais devido à ocorrência de falhamentos, possibilitando a deposição de sedimentos de origem fluvial e lacustre. Tais deposições deram origem às formações Caturrita e Santa Maria, as quais compõe a supersequência estratigráfica de segunda ordem denominada Supersequência Gondwana II.

## Características
A Formação Caturrita é constituída por material sedimentar depositado em ambiente fluvial no Triássico Superior. Sua composição é diversa, apresentando seixos de siltito argiloso vermelho na base, seguido por arenito avermelhado de granulometria fina à média, composição quartzosa e matriz argilosa, podendo ainda conter considerável teor de feldspato, sobreposto por siltito e folhelho também avermelhados. Em geral, a granulometria do arenito é mais grosseira e menos argilosa na base da deposição. Dado a sua origem fluvial, a Formação Caturrita apresentam marcada estratificação cruzada acanalada e tabular. A origem fluvial também resulta em significativa variação espacial na granulometria do arenito, identificada pelo contraste entre áreas de maior cimentação e coesão, com outras de maior condutividade hidráulica.

## Intemperismo e pedogênese
As rochas da Formação Caturrita podem dar origem a solos com características diferenciadas em função da sua posição na paisagem, a qual determina a condição de drenagem. Além disso, as caraterísticas dos solos formados depende da resistência dessas rochas ao intemperismo. Assim, os solos desenvolvidos a partir de rochas intemperizadas da Formação Caturrita podem ser classificados taxonomicamente como Neossolo (Litólico e Regolítico), Argissolo (Bruno-Acinzentado, Amarelo, Vermelho-Amarelo e Vermelho), Plintossolo e Planossolo, de acordo com o Sistema Brasileiro de Classificação de Solos (SiBCS).
Por se tratar de uma formação geológica constituída por arenitos fluviais, a Formação Caturrita dá origem a solos pobres em nutrientes como potássio, fósforo, cálcio e magnésio. Em contrapartida, os teores de alumínio no solo costumam ser elevados, prejudicando o desenvolvimento vegetal.